# Violetto
Il violetto è uno dei colori dello spettro percepibile dall'occhio umano, classificato come "colore freddo". È il colore dello spettro elettromagnetico visibile associato alla frequenza più alta ed alla lunghezza d'onda più corta (compresa nell'intervallo tra i 380 e i 435 nm).
Si differenzia dal viola, che è un colore secondario ottenuto da un misto di rosso e blu.

## Etimologia
Il colore "violetto" ha la stessa etimologia del colore "viola", che deriva a sua volta dal colore del fiore omonimo.

## In natura
Il violetto (o sue sfumature) è il colore dell'ametista, della lavanda e della violetta, il fiore da cui prende il nome. Oltre ai petali di molte specie di fiori, il colore violetto caratterizza anche l'aspetto di alcuni funghi, come ad esempio il Cortinarius porphyroideus.

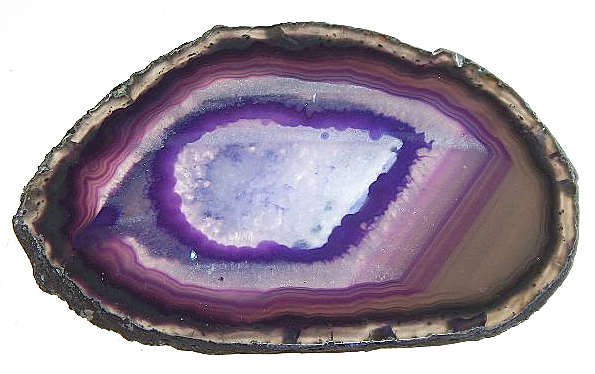
Agata
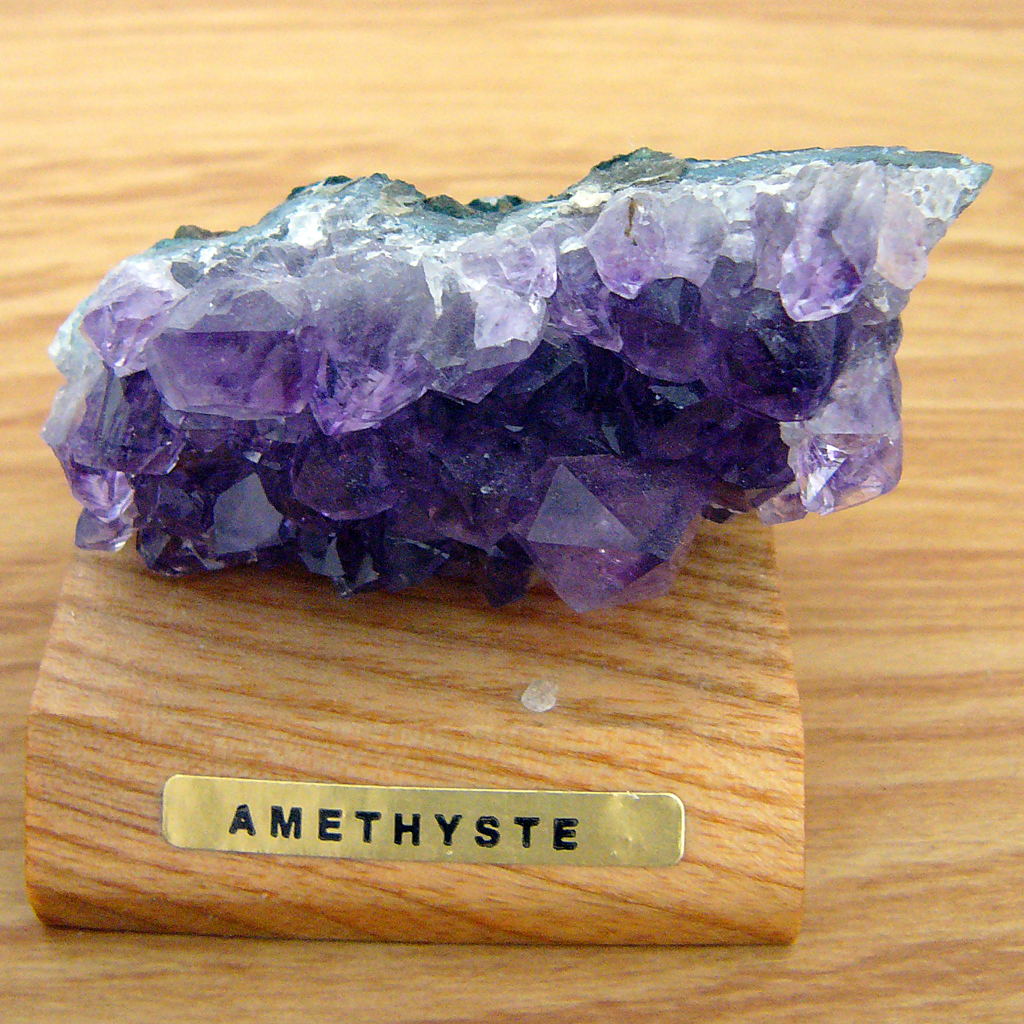
Ametista

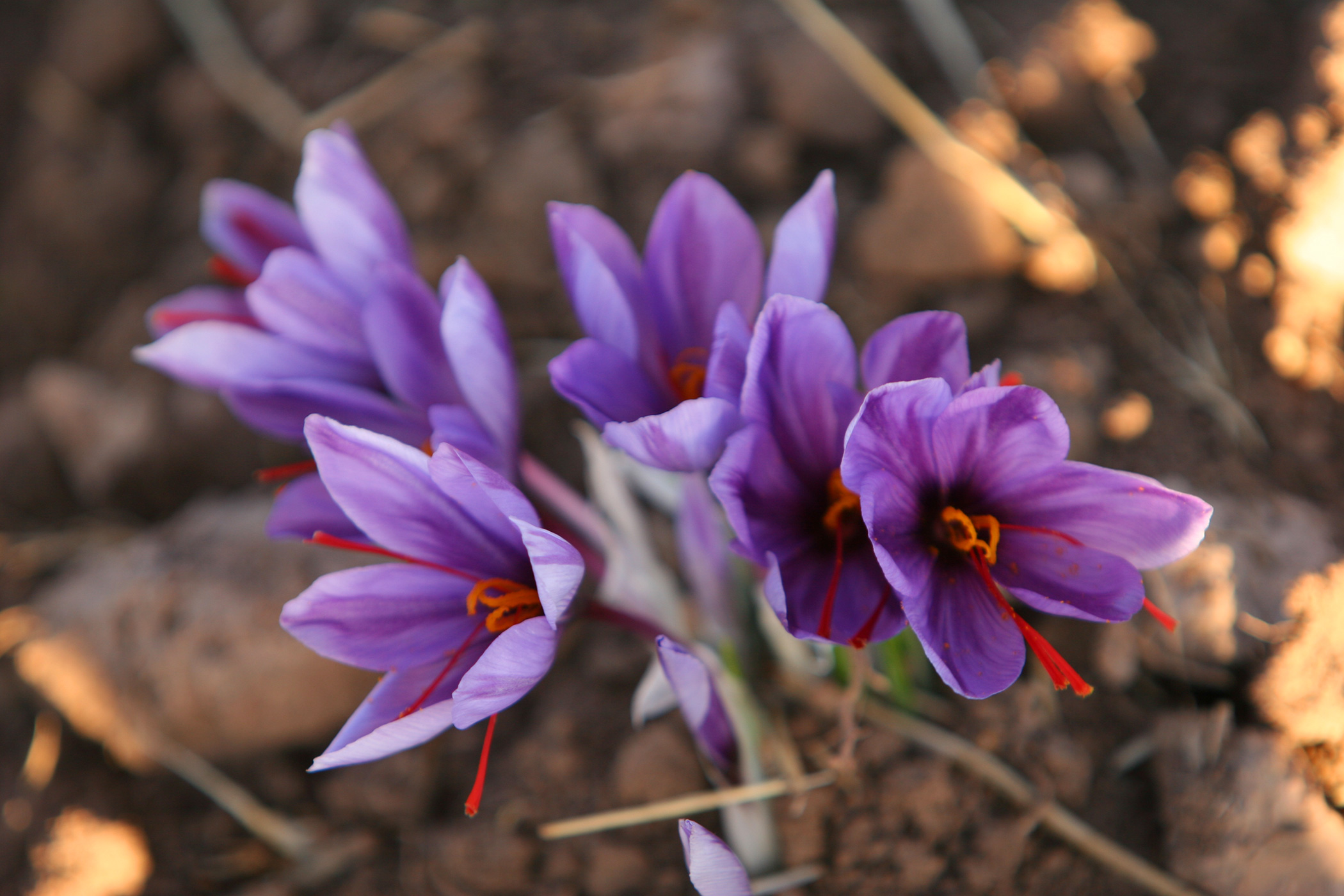
Crocus sativus
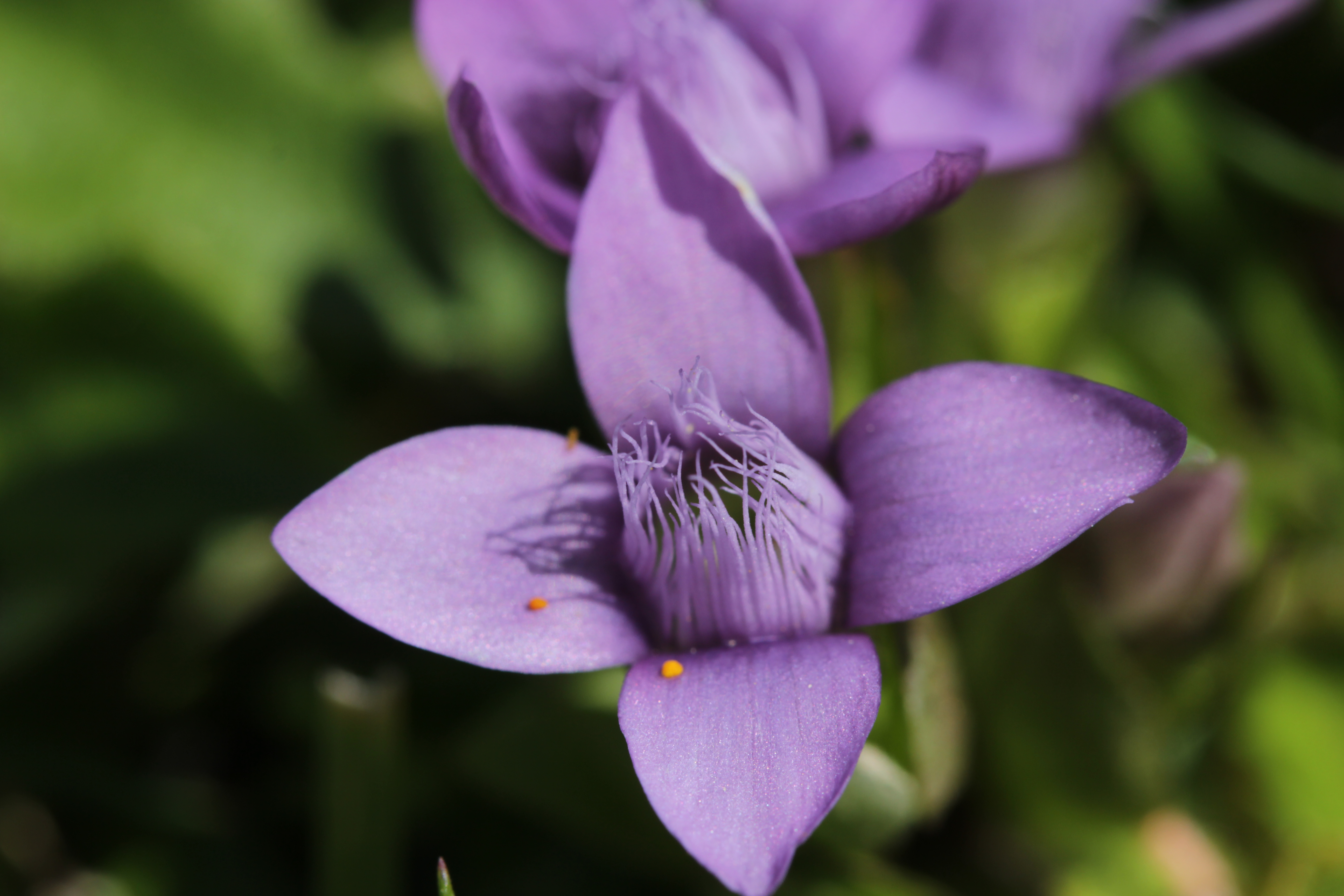
Gentianella campestris
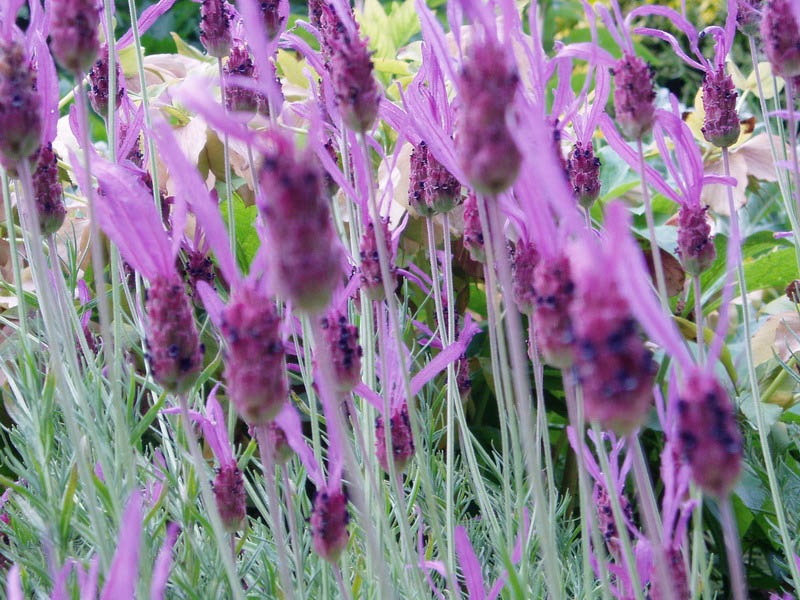
Lavandula pedunculata
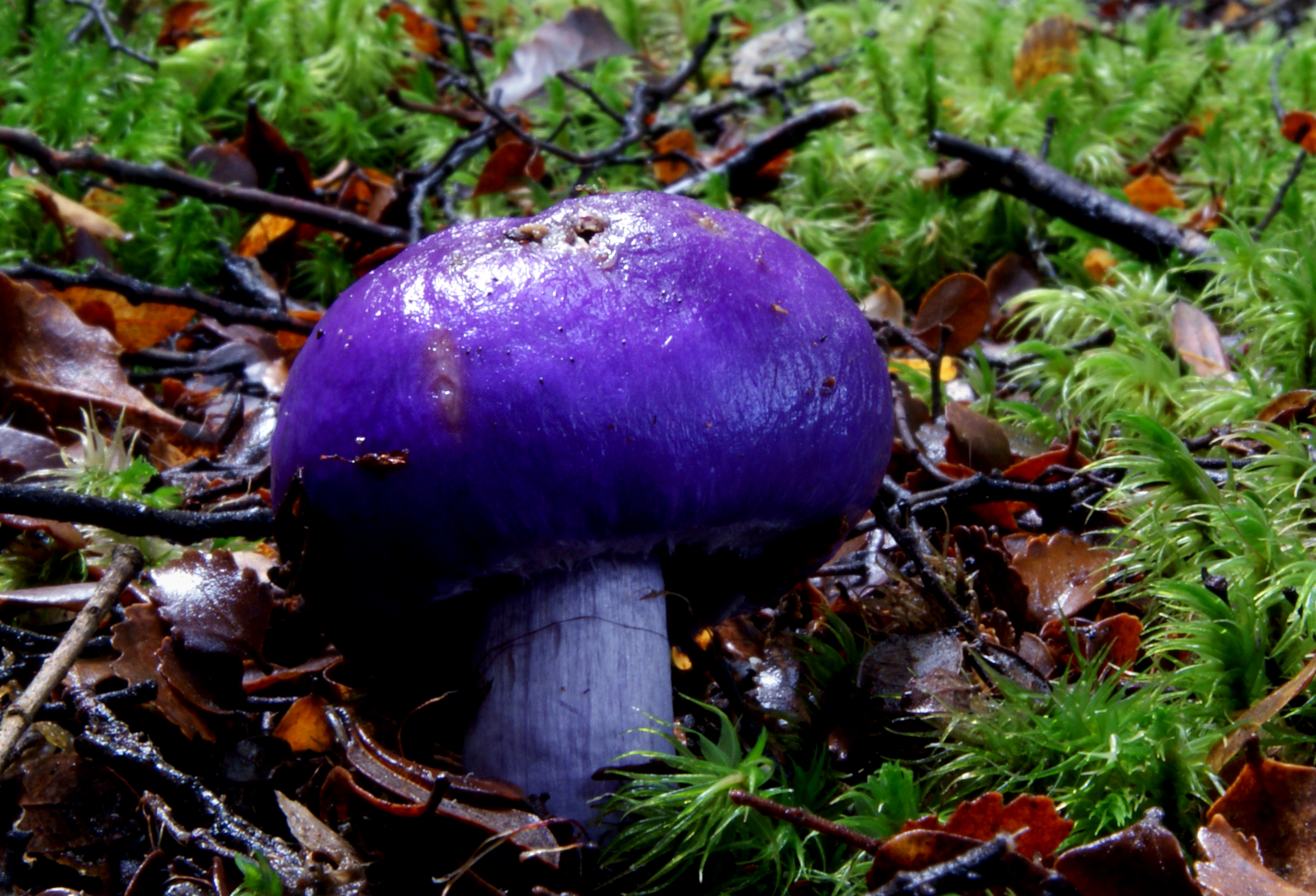
Cortinarius porphyroideus
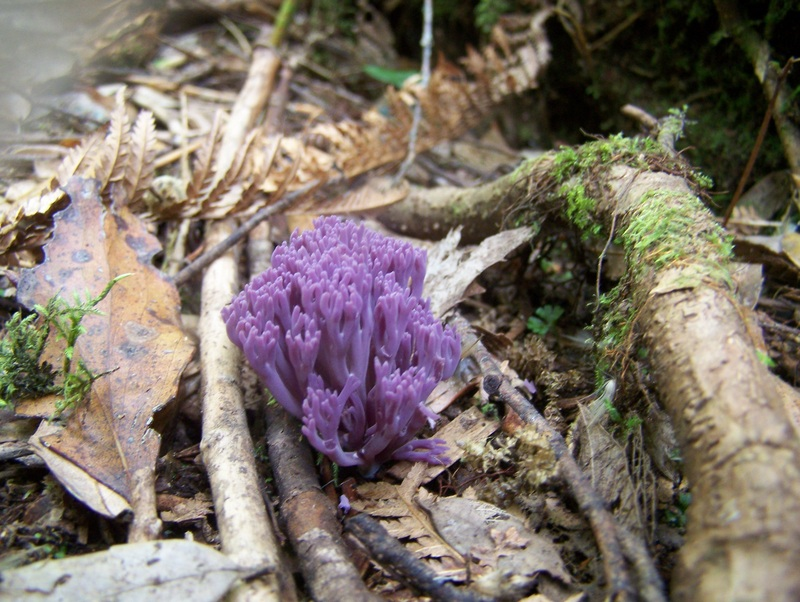
Clavaria zollingeri
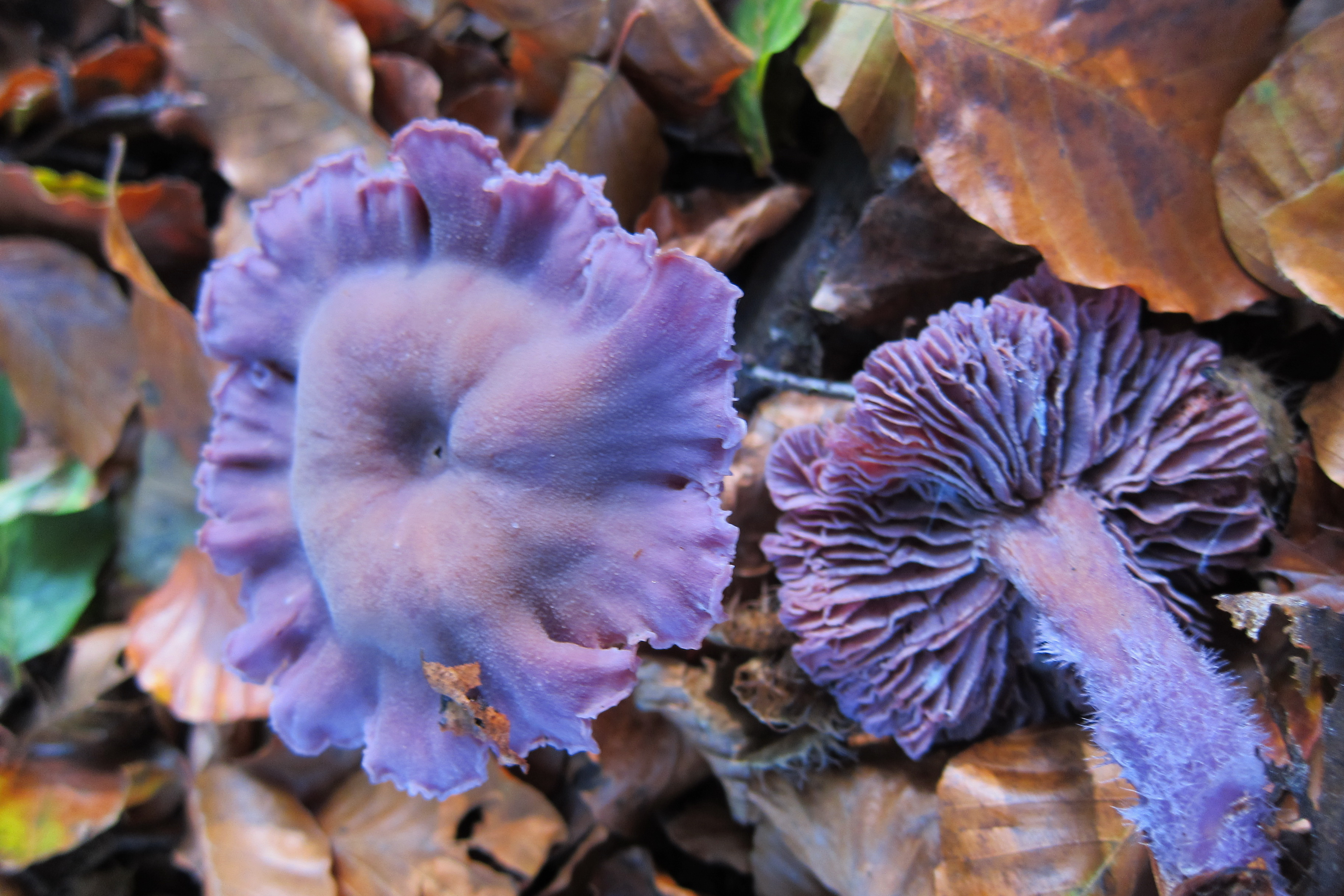
Laccaria amethystina

Alcuni animali assumono un colore violetto che utilizzano, assieme alla loro forma, per imitare i fiori dello stesso colore, come le orchidee, e in questa maniera attirare gli insetti di cui si nutrono.
Il violetto, spesso assieme ad altri colori, è anche il colore delle ali di alcune farfalle.

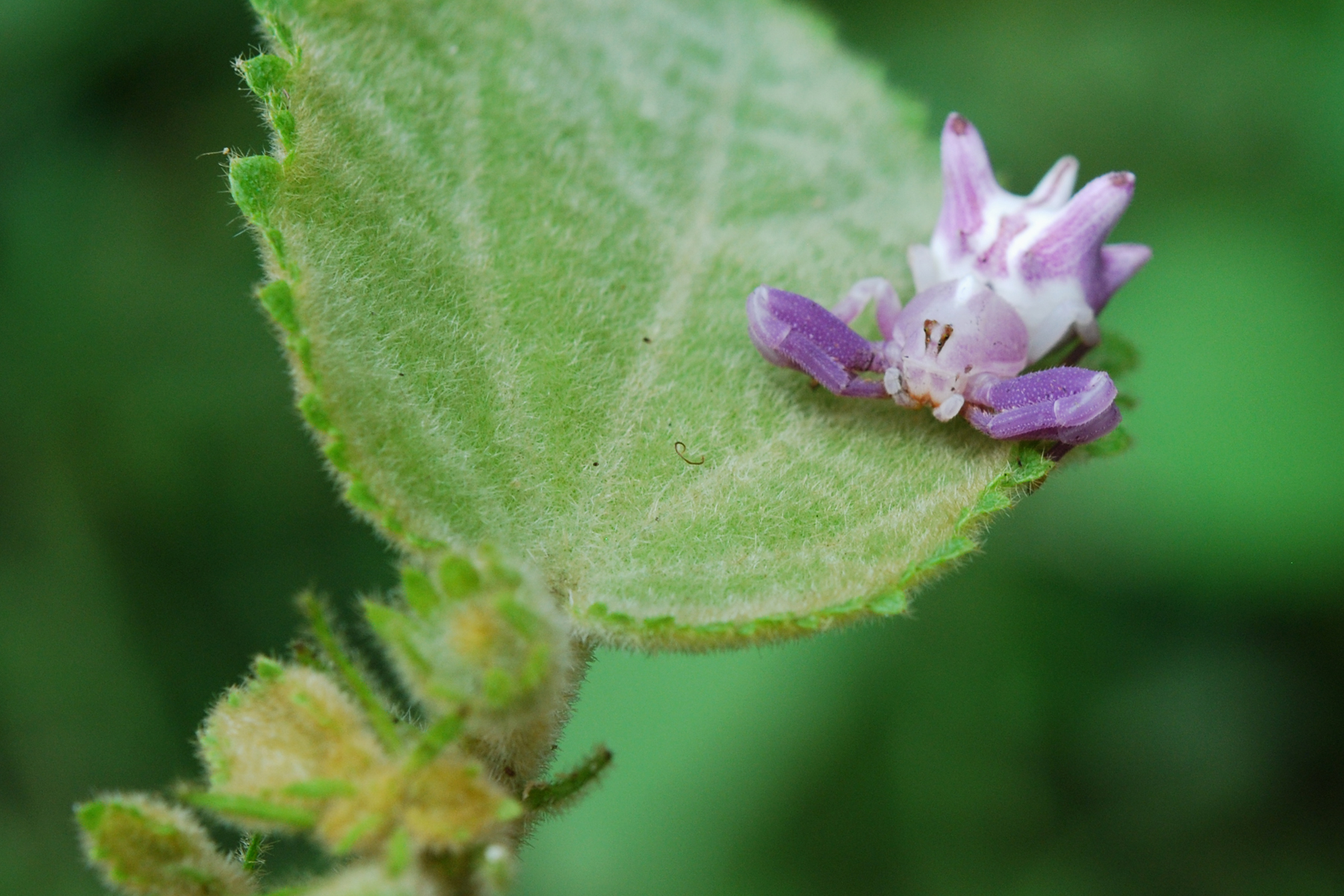
Ragno di colore violetto e dalla forma simile ad un'orchidea
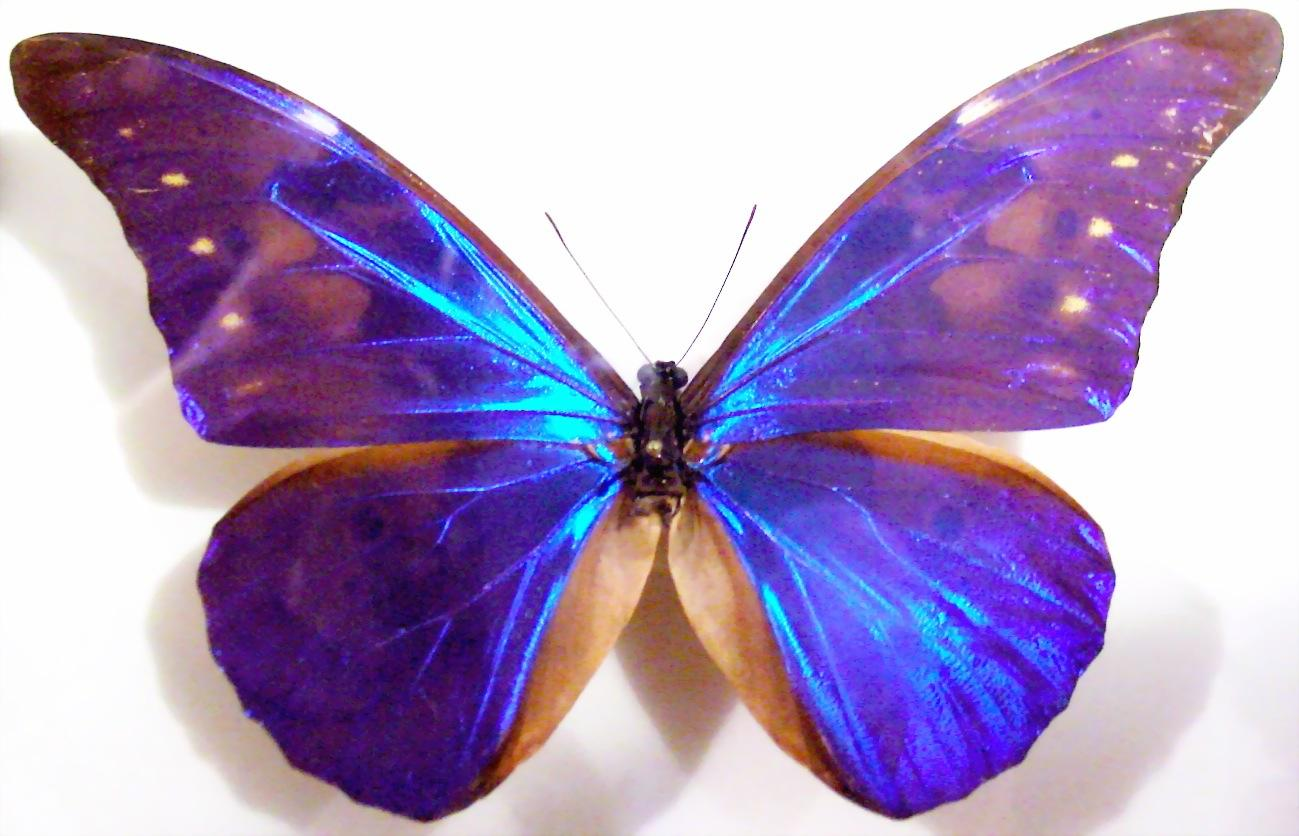
Morpho rhetenor
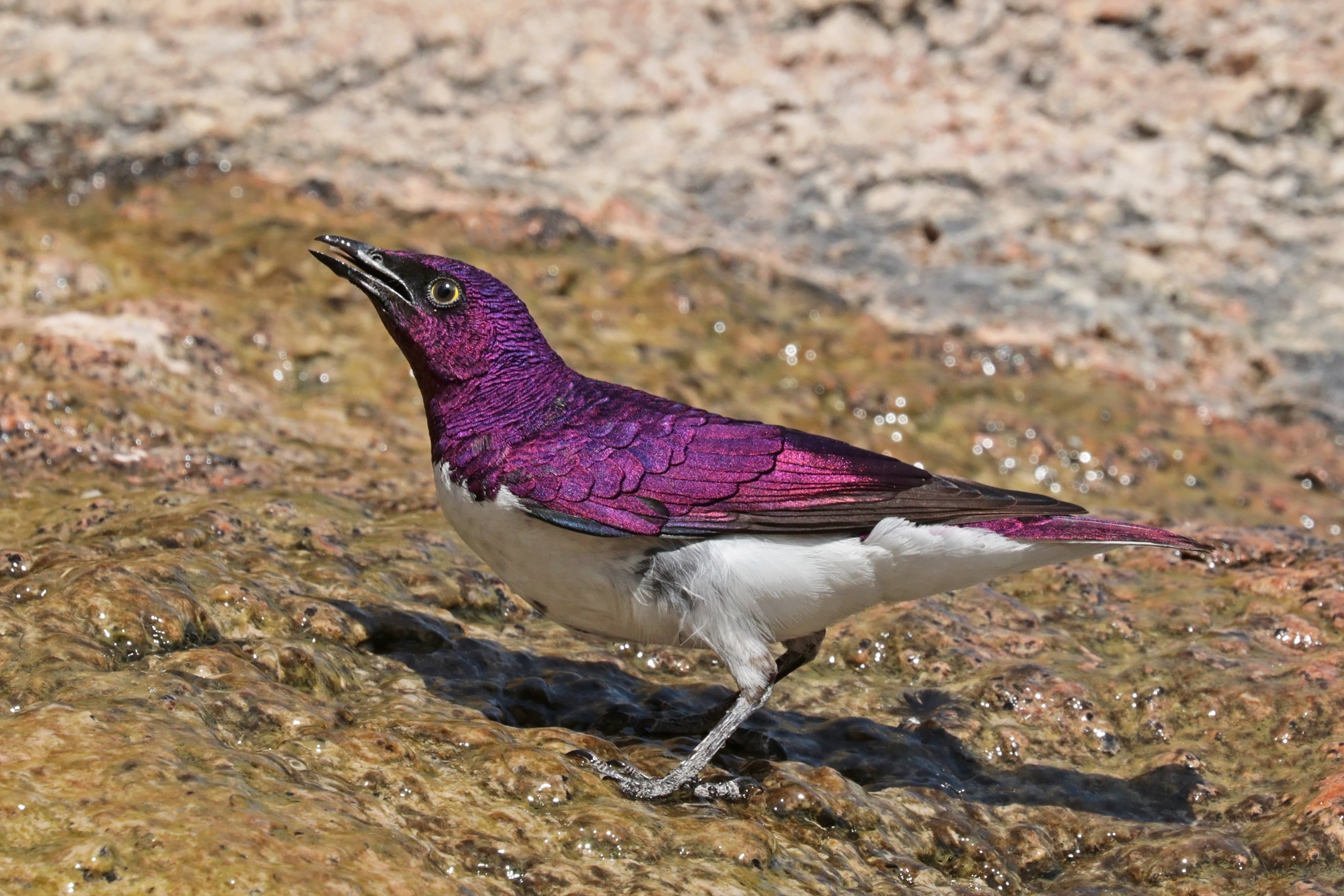
Cinnyricinclus leucogaster verreauxi

## Percezione

### Negli esseri umani

Risposta dei coni a ciascuna lunghezza d'onda dello spettro visivo. Il campo del violetto è maggiormente coinvolto dai coni di tipo S rispetto ai coni di M e L.

Negli esseri umani, il colore violetto viene percepito attraverso dei coni (che sono delle cellule fotorecettrici presenti sulla retina dell'occhio) appositamente deputati a distinguere i colori. Esistono tre tipi di coni nell'occhio umano: S, M e L. Ciascuno di questi tipi percepisce un particolare intervallo di colori e la percezione dei singoli colori nasce dalla combinazione dei diversi stimoli. In particolare il colore violetto è associato ad una stimolazione dei coni S molto maggiore rispetto alla stimolazione dei coni M e L e maggiore della stimolazione dei coni S associata al colore blu.

## Colorazione

### Pigmenti e coloranti

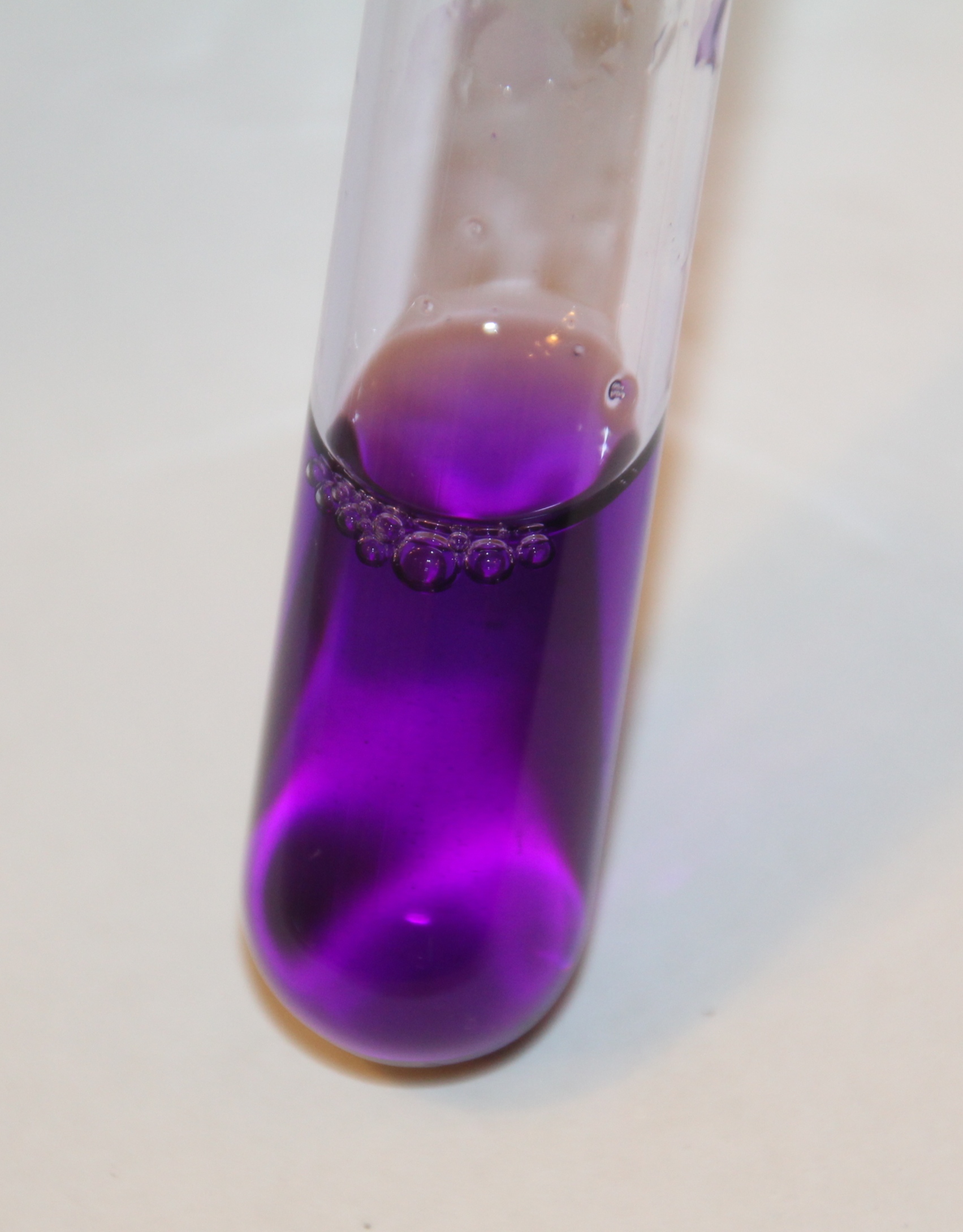
Violetto di genziana in soluzione acquosa

Alcuni esempi di pigmenti e coloranti che danno il colore violetto sono:
- Violetto di genziana
- Violetto di cobalto
- Violetto manganese
- Violetto di bromocresolo
- Violetto di ftaleina
- Violetto di m-cresolo

### Nella tecnologia laser

Lunghezze d'onda associate ai diversi tipi di laser commerciali

## Codifica
Nell'ambito dell'elettronica, prima dell'avvento degli schermi a colore, il violetto non poteva essere visualizzato attraverso gli schermi in bianco e nero. A partire dall'introduzione delle tecniche di cinematografia a colori (come il processo Kinemacolor del 1908 e il successivo Technicolor del 1916), è stato possibile visualizzare nello stesso schermo elettronico diverse sfumature di colori, tra cui anche il violetto, utilizzando diverse codifiche del colore, tra cui quelle indicate di seguito.

### RGB

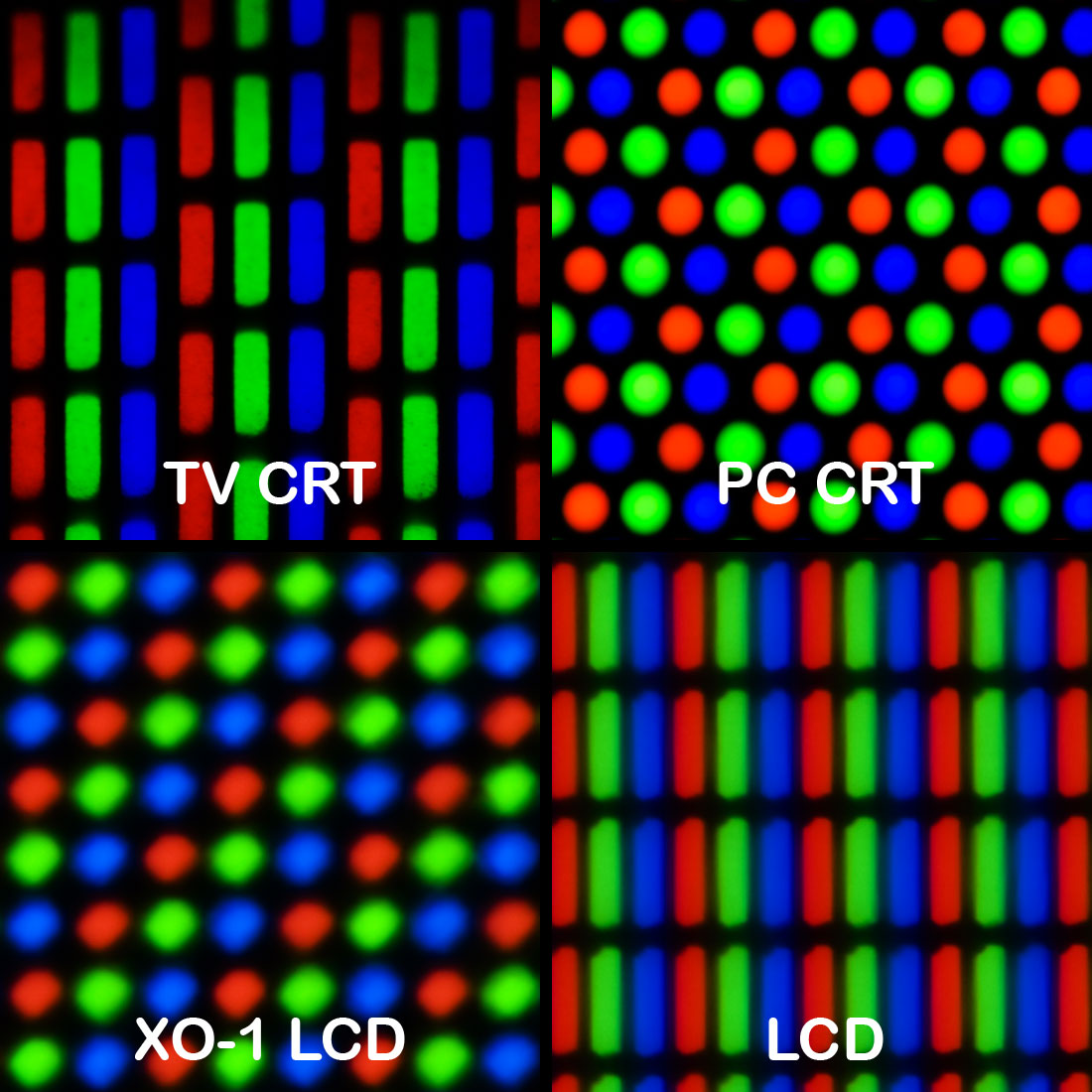

Nella codifica RGB, il violetto è ottenuto dalla combinazione del blu e del rosso, che sono rispettivamente rappresentati dai codici (0; 0; 255) e (255; 0; 0). Il codice del violetto è dato dalla terna (128; 0; 255), ovvero con il valore massimo (255) della componente blu, il valore medio (128) della componente rossa e un valore nullo (0) della componente verde. Tale combinazione nel sistema numerico esadecimale (HEX) corrisponde al valore #8000FF (utilizzato ad esempio nel linguaggio HTML per identificare il colore violetto). In realtà, la media tra i valori 0 e 255 è 127,5, ma siccome nella codifica RGB si usano solo interi, tale valore è arrotondato convenzionalmente per eccesso a 128. A livello teorico, quindi, il violetto "puro" è un colore intermedio tra il colore rappresentato dalla terna (127; 0; 255) e il colore rappresentato dalla terna (128; 0; 255), che dal punto di vista pratico sono due colori quasi indistinguibili dall'occhio umano, per cui non si commette un grosso errore a definire il violetto "puro" come il colore rappresentato dalla terna (128; 0; 255).
Gli schermi che si basano sulla codifica RGB hanno tre tipi di pixel: rossi, verdi e blu, aventi una forma e una disposizione differente a seconda dello specifico tipo di schermo (ad esempio TV CRT, PC CRT o LCD); la visualizzazione del colore "violetto" corrisponde dunque all'accensione dei pixel di colore blu al 100% e all'accensione dei pixel di colore rosso al 50%, mentre la visualizzazione di varianti del colore violetto corrisponde a una combinazione dei tre tipi di pixel con valori prossimi ai valori del violetto "puro".

### HSV
Nella codifica HSV (tonalità, saturazione e valore), la tonalità del colore violetto è associata ad un angolo di 270°, per cui il colore violetto è rappresentato dalla terna (270°; 100%; 100%), dove la saturazione e il valore del colore sono entrambi al loro valore massimo (100%).

### HSL
Nella codifica HSL (tonalità, saturazione e luminosità), la tonalità del colore violetto è associata ad un angolo di 270°, per cui il colore violetto è rappresentato dalla terna (270°; 100%; 50%), dove la saturazione del colore è al loro valore massimo (100%), mentre la luminosità è al valore medio (50%).

### In HTML
In HTML, i colori possono essere rappresentati attraverso un codice esadecimale che corrisponde al codice RGB del colore. Inoltre ad alcuni di questi colori sono associati dei nomi che possono essere utilizzati in sostituzione del codice esadecimale, al fine di facilitarne la memorizzazione.
Nel caso del violetto, in HTML il nome "Violet" è utilizzato per codificare un colore che non corrisponde al violetto "puro". Infatti il "Violet" in HTML è associato al codice esadecimale #EE82EE e alla terna RGB (238; 130; 238), differenti dunque dai valori che corrispondono al violetto "puro", che è rappresentato dal codice esadecimale #8000FF e dalla terna RGB (128; 0; 255).
I seguenti nomi di "colori violetti" sono riconosciuti da tutti i browser moderni:
| Rappresentazione | Nome       | Codice esadecimale |
| ---------------- | ---------- | ------------------ |
|                  | Violet     | #EE82EE            |
|                  | DarkViolet | #9400D3            |
|                  | BlueViolet | #8A2BE2            |

## Simbolismo

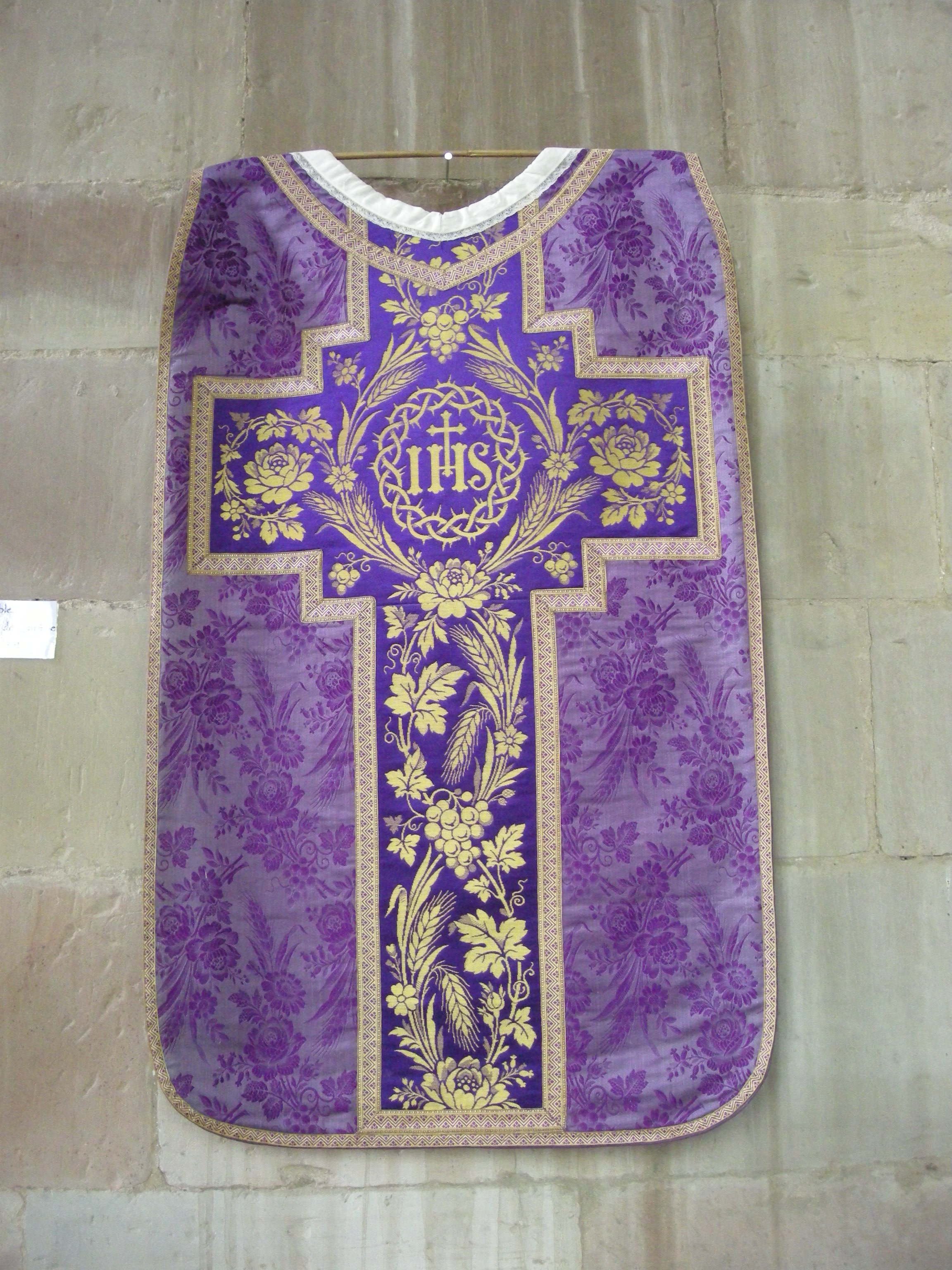
Abito liturgico di colore violetto.

È definito il colore della metamorfosi, della transizione, del mistero e della magia. Simboleggia la spiritualità, la fascinazione erotica, l'unione degli opposti (in tal caso blu e rosso) e la suggestionabilità.